# 잔 마르코 베르티
잔 마르코 베르티(이탈리아어: Gian Marco Berti, 1982년 11월 11일~)는 산마리노의 사격 선수로 주 종목은 트랩이다. 2020년 하계 올림픽에서 알레산드라 페릴리와 함께 트랩 혼성전 종목에서 은메달을 획득했다.